# تنجه راجه
تنجه راجه (نام علمی: Tadorna radjah) نام یک گونه از سرده عروس‌مرغابی‌ها است.ابن گونه تنجه در گینه نو و استرالیا یافت می شود.